# Towards the Sinister
Towards the Sinister è il primo demo realizzato dalla Doom metal band inglese My Dying Bride. Il disco vide la luce dopo 6 mesi di intenso lavoro e fu interamente registrato al "Revolver Studios" fra il 24 ed il 25 novembre 1990. La qualità audio è abbastanza scarsa, il tutto a causa dei pochi mezzi a disposizione del gruppo in quel periodo.

## Tracce
1. Symphonaire Infernus et Spera Empyrium – 8:33
2. Vast Choirs – 7:20
3. The Grief of Age – 4:00
4. Catching Feathers – 3:34

## Formazione
- Aaron Stainthorpe - voce
- Andrew Craighan - chitarra
- Calvin Robertshaw - chitarra
- Rick Miah - batteria